# 兵庫県立西はりま天文台

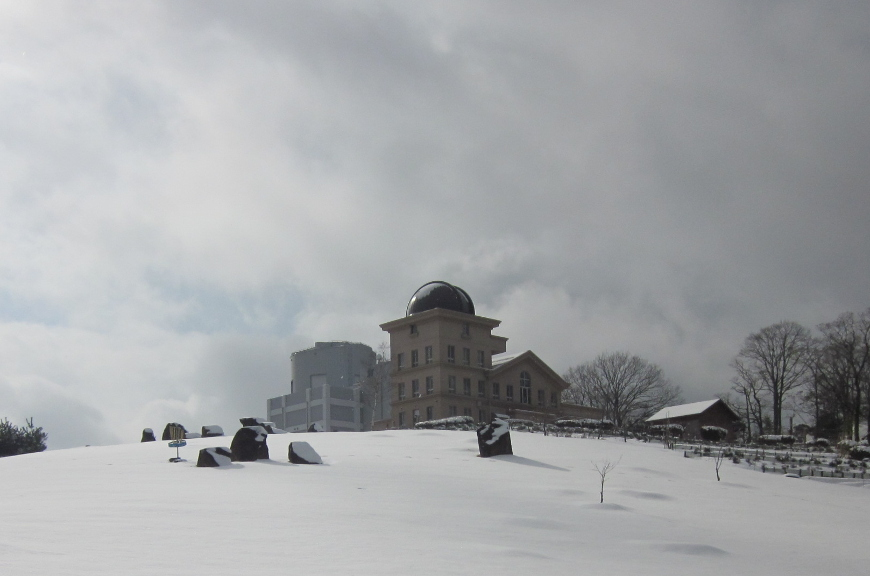
西はりま天文台

兵庫県立西はりま天文台（ひょうごけんりつにしはりまてんもんだい）は 、兵庫県佐用郡佐用町にある公開天文台の2012年3月までの名称。2012年4月より兵庫県立大学自然・環境科学研究所に移管され、2014年4月現在は「兵庫県立大学西はりま天文台」。
天体観望会は毎夜開催され、参加者は公園内の宿泊施設利用等で深夜の天体観望ができる。天文講演会等なども随時開催されている。隕石等がホールに展示され、見学は自由。

## 施設概要
- 施設種別：天文台・観測ドーム・観測棟、宇宙・天文展示、屋外展示、学校教育支援施設、生涯学習施設、研究機関
- 公開内容：施設見学、天体観望会、天文講演会、天文関連イベント、大学教育、研究活動
- 兵庫県博物館協会加盟館[2]。全国科学博物館協議会加盟館[3]。

## 沿革
- 1990年 - 北館を中心として公開天文台として開所。
- 2001年4月 - 大型望遠鏡計画スタート。
- 2004年10月 - 国内最大かつ一般公開用としては世界最大（当時）の反射式天体望遠鏡「なゆた」のファーストライト。
- 2004年11月 - 「なゆた」の一般公開利用、および、研究利用への供用を開始。
- 2016年2月 - 「なゆた」の2m鏡を再蒸着によりリフレッシュ[4]。

## 教育研究業務活動
- 大学教育活動：兵庫県立大学として、大学教育を実施。
- 観測研究支援活動：観測研究を行う大学等へ施設の利用を開放することで実施。
- 教育支援活動：学校理科教育における、施設の利用を開放することで実施。
- 普及活動：天文学への理解を深めるため、施設の利用を開放することで実施。

## 施設・機器
- 天文台南館 - 大型反射式天体望遠鏡「愛称：なゆた」を用いた研究等も実施できる施設として運用が行われている。
  - 口径200cm反射式天体望遠鏡「なゆた」（三菱電機製）
    - 性能
      - 有効口径2000ミリ
      - 主口径2050ミリ
      - 主鏡F比：1.5
      - 光学系：リッチー・クレチアン式
      - 主鏡素材：ULE低膨張ガラス（ドイツ：ショット社製、研磨は、フランス：サジェム社、コーティングはスペイン：カラル・アルト天文台）
      - カセグレイン焦点：合成F比12
      - ナスミス焦点1、2：合成F比12
      - 観測波長：可視光～近赤外（K-Band）
      - 架台：経緯台方式
      - 駆動方式：フリクションドライブ
      - 架台制御：全自動式
      - 観測装置（ナスミス焦点1）:高感度カラーカメラ（HIVISCAS）。
      - 観測装置（ナスミス焦点2）:可視光分光器（MALLS）
      - 観測装置（カセグレイン焦点1）:可視光撮像装置（MINT）[5]
      - 観測装置（カセグレイン焦点2）:3色同時近赤外カメラ（NIC）
      - 観測装置（カセグレイン焦点2）:可視光ターゲット観測システム（VTOS）

  - スタディールーム（120人収容、70インチビデオプロジェクター、ピアノ）
  - 研究室：
  - 望遠鏡制御室：ドーム施設、および、望遠鏡は、コンピュータによる完全自動制御が可能。
  - 望遠鏡観測室：望遠鏡の見学も可能。
- 天文台北館
  - 口径60cm反射望遠鏡
    - 性能
      - 有効口径600ミリ カセグレイン式
      - 合成焦点距離：7200ミリ
      - 口径比：F12
      - 架台：フォーク型赤道儀式
      - 観測装置：低分散分光器（NILS）、光電測光器、CCDカメラ、IIカメラ等
      - 同架望遠鏡：350ミリ シュミットカセグレイン式

  - スタープラザ
    - 口径15cm屈折望遠鏡、
    - 口径10cm 大型双眼鏡

- 太陽望遠鏡「キラキラとんぼ」
- サテライトドーム（貸出用天文台）
  - サテライトA：ドーム径=3.0m、ミカゲ光器 口径26cm反射望遠鏡
  - サテライトB：ドーム径=2.5m、高橋製作所 口径18cm反射望遠鏡
  - 休憩所
- ファミリードーム
  - マゼランWHITEY DOB 30cm/F5 ニュートン反射鏡
- 電波望遠鏡
  - 太陽バースト電波望遠鏡12GHz（BSアンテナを活用）
  - 38MHzリオメータ
  - 22MHZリオメータ
- 貸出用望遠鏡

## ほしまる
マスコットキャラクター。オリオン座をモチーフとしてデザインされ、狩人のような容姿。オリオン座のトラペジウム星から地球の平和を守るためにやってきて、西はりま天文台に滞在している設定となっている。
開園した1990年に黒田武彦が知人の岩崎一彰にマスコットキャラクターのデザインを依頼して作られた。当初は名前がなく、パンフレットなどで用いられるのみであったが、1993年に着ぐるみが作られた。このとき名前も公募され、地元の小学生が「ほしまる」と名付けた。以来、公園で行われるイベントに来訪、参加者と天体観測を行っている。

## 所在地
- 〒679-5313 兵庫県佐用郡佐用町西河内407-2

## 交通アクセス
- JR姫新線・智頭急行智頭線 佐用駅からタクシー15分